# Antoine Claude
Pour les articles homonymes, voir Claude.
Antoine François Claude dit Monsieur Claude, né le 17 octobre 1807 à Toul et mort le 1er avril 1880 à Vincennes, est un policier français, chef du service de la Sûreté de la préfecture de police sous le Second Empire.

## Mémoires
Les mémoires publiés sous son nom par les éditions Rouff sont considérés comme apocryphes et attribués au romancier Théodore Labourieu,,,, né à Paris en 1824.
Ces prétendus Mémoires de Monsieur Claude paraissent en dix volumes entre 1881 et 1885, puis sont réunis en deux volumes illustrés chez le même éditeur.
L'historien Claude Vigoureux, qui a étudié les archives personnelles du préfet de police Maupas, infirme le récit du coup d'État du 2 décembre 1851 contenu dans ces Mémoires. Le narrateur évoque la pression hiérarchique et des scrupules personnels pour justifier sa participation à l'événement, or les documents démontrent que Claude ne s'associa pas aux deux seuls commissaires démissionnaires (sur quarante-huit) et qu'il compta parmi les agents les mieux récompensés financièrement pour leur zèle durant le coup d'État présidentiel.[réf. nécessaire]

### Mémoires apocryphes
Mémoires de Monsieur Claude :
- Éditions Jules Rouff, 1881-1885, en 10 volumes.
- Le Club Français du Livre (version abrégée), 1962, 320 pages.
- Les Amis de l'Histoire (version abrégée), 1968, 370 pages.
- Éditions Arléa (version abrégée ?), 1999, 490 pages.

### Études et essais
- Michel Auboin, Arnaud Teyssier et Jean Tulard (et al.), Histoire et dictionnaire de la police : du Moyen Âge à nos jours, Paris, Robert Laffont, coll. « Bouquins », 2005, XXII-1059 p. (ISBN 978-2-221-08573-8, BNF 40037509).
- Jean-Marc Berlière, L'institution policière en France sous la Troisième République (1875-1914), thèse de doctorat, Histoire, Université de Bourgogne, Dijon, 1991, dact., 3 vol., LIV-1304 f°.
- Clovis Bienvenu (préf. Jean-Marc Berlière), Le 36, quai des Orfèvres : à la croisée de l'histoire et du fait divers, Paris, Presses universitaires de France, coll. « Questions judiciaires », 2012, VI-237 p. (ISBN 978-2-13-058883-2, BNF 42664278).
- Jean-Paul Brunet, La police de l'ombre : indicateurs et provocateurs dans la France contemporaine, Paris, Éditions du Seuil, 1990, 347 p. (ISBN 978-2-02-012497-3, BNF 35133894, présentation en ligne), [présentation en ligne], [présentation en ligne].
- Frédéric Chauvaud, Justice et déviance à l'époque contemporaine : l'imaginaire, l'enquête et le scandale, Rennes, Presses universitaires de Rennes, 2007, 392 p. (ISBN 978-2-7535-0466-0, DOI 10.4000/books.pur.6295, présentation en ligne).
- Claude Vigoureux, Maupas et le coup d'Etat de Louis-Napoléon. : le policier du Deux-Décembre 1851, Paris, SPM, 2002, 355 p. (ISBN 2-901952-38-0)
- Charles Diaz, La fabuleuse histoire des grands flics de légende, Paris, Jacob-Duvernet, 2010.